# Lincoln Chafee
Lincoln Davenport Chafee [ˈtʃeɪfiː], (født 26. marts 1953 i Providence), er en amerikansk politiker, der er tidligere guvernør i delstaten Rhode Island and Providence Plantations (2011-2015) og tidligere senator for Rhode Island (1999-2007). Chafee var indtil 2007 tilsluttet republikanerne, hvorefter han blev uafhængig kandidat. I 2013 tilsluttede han sig demokraterne. 
Den 9. april 2015 meddelte han, at han overvejer at stille op til præsidentvalget i USA 2016.
Lincoln Chafee har en universitetsgrad i klassisk kunst fra Brown University, og er i øvrigt uddannet som beslagsmed og har arbejdet som sådan. Fra 1992 til 1999 var han borgmester i Warwick.
Chafee trådte ind i USA's senat i 1999, da faderen, senator John Chafee, døde. Han blev valgt til Senatet ved kongresvalget i 2000, men tabte valget i november 2006 til demokraten Sheldon Whitehouse. I senatet har Chafee ofte gjort sig bemærket med liberale standpunkter, eksempelvis i spørgsmål om abortrettigheder, homoseksuelles rettigheder og retten til ægteskab mellem personer af samme køn. Han har stemt mod amerikansk involvering i Irak under Irakkrigen og opfordret til en plan for tilbagetrækning. Som en af de få republikanere stemte han mod olieeftersøgning i naturreservatet Arctic National Wildlife Refuge i Alaska.
Ved guvernørvalget den 2. november 2010 blev han valgt som guvernør i Rhode Island og tiltrådte den 4. januar 2011, hvor han efterfulgte Donald Carcieri.

## Eksterne links
- Wikimedia Commons har flere filer relateret til Lincoln Chafee
- Biografi på Kongressens hjemmeside
- Kampagneside for præsidentvalget 2016